# Inostemma boscii
Inostemma boscii är en stekelart som först beskrevs av Louis Jurine 1807.
Inostemma boscii ingår i släktet Inostemma och familjen gallmyggesteklar. Arten är reproducerande i Sverige. Inga underarter finns listade i Catalogue of Life.

## Bildgalleri

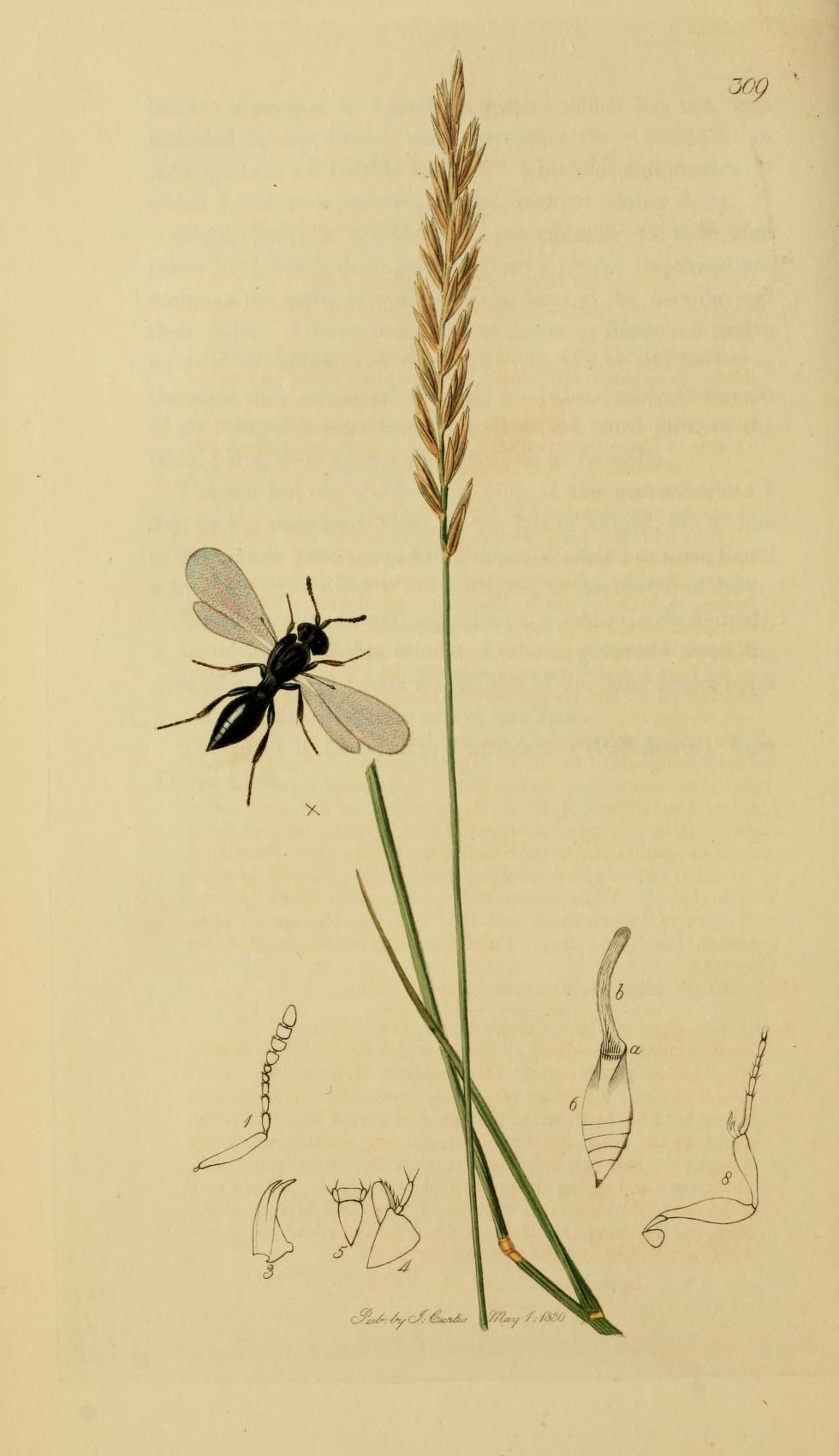
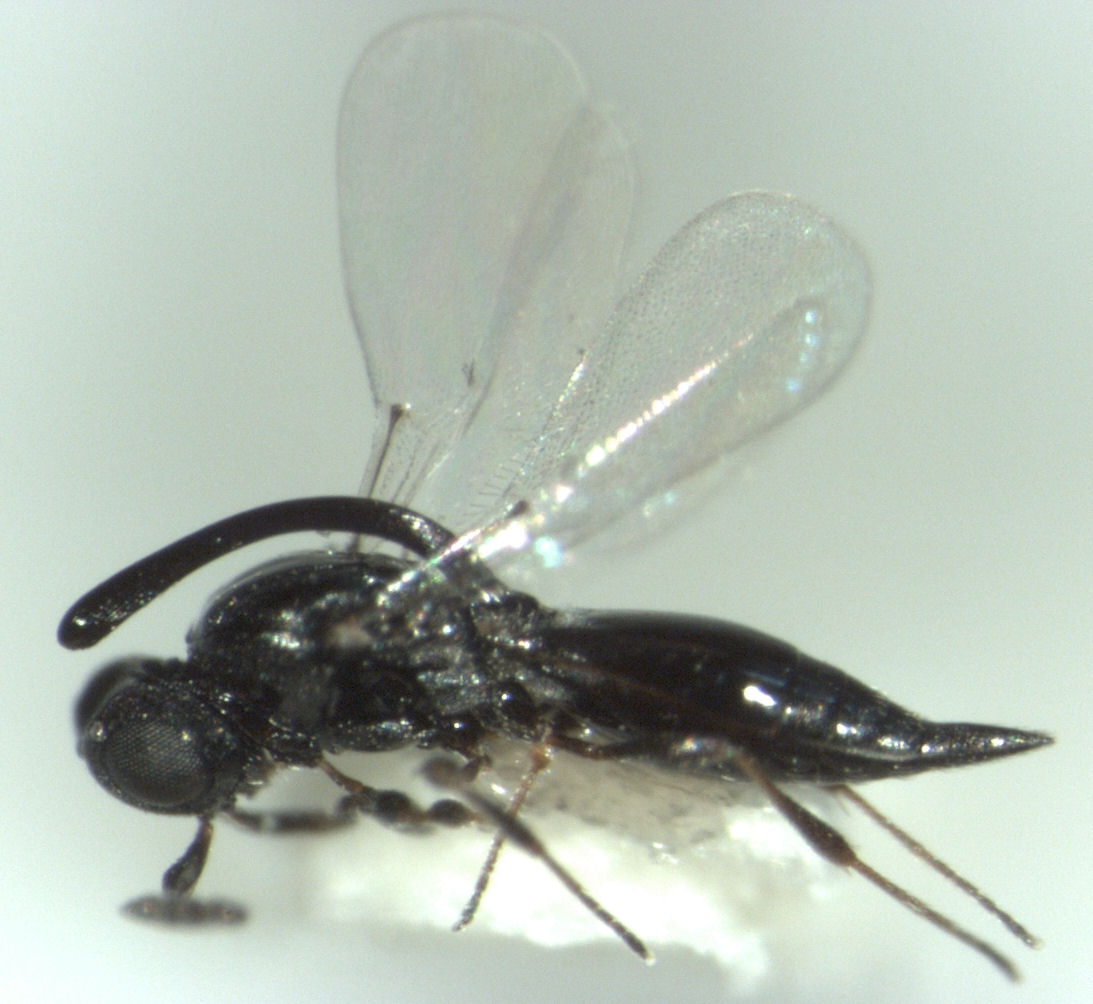